# Novemberrevolutie

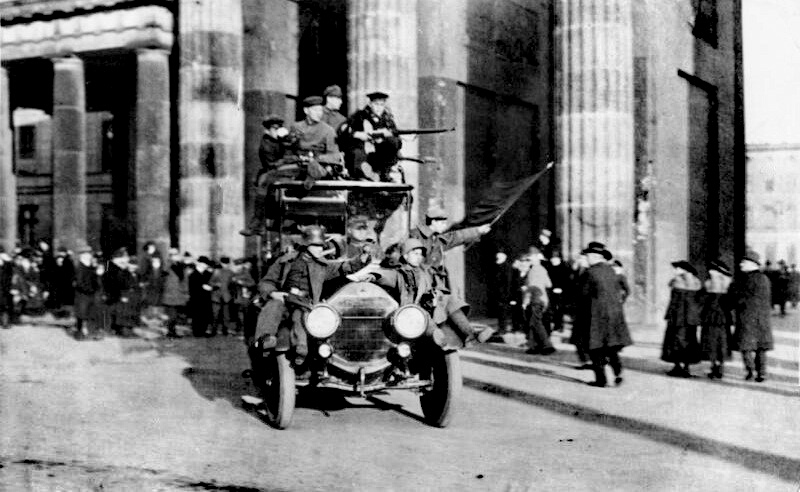
Revolutionairen bij de Brandenburger Tor

De Novemberrevolutie was de overgang van het Duitse Keizerrijk naar de Weimarrepubliek in 1918/1919. Aan het begin van deze periode stond de afzetting van de Duitse keizer Wilhelm II en de uitroeping van de republiek op 9 november 1918.

## Voorgeschiedenis
Tijdens de Eerste Wereldoorlog groeide in Duitsland de onvrede over het beleid van de aristocratische elite en legerleiding. Dat beleid was niet nieuw, maar de gevolgen werden door de oorlog pijnlijk voelbaar. Om constitutionele hervormingen van het regeersysteem en de grondwet te bewerkstelligen, werkten vanaf 1917 verschillende partijen in het Duitse parlement (de Rijksdag) samen: de sociaaldemocraten, de katholieke Centrumpartij en de links-liberalen.
Formeel was Duitsland een constitutionele monarchie, maar de keizer had veel macht, doordat hij de opperbevelhebber van het leger was en de rijkskanselier aanstelde; het keizerrijk stond dan ook bekend als een semi-constitutionele monarchie. Toch werd de keizer in 1917 onder druk gezet om voor het eerst een partijman aan te wijzen: de katholiek Georg von Hertling. 
In de late zomer van 1918 begreep de legerleiding onder Erich Ludendorff en Paul von Hindenburg dat Duitsland de oorlog niet meer kon winnen, zodat er onderhandeld moest worden met de geallieerden om de oorlog te beëindigen. Het leger wilde burgerlijke politici een regering laten vormen en stemde ook in met de politieke hervormingen die de geallieerden eisten alvorens verder te onderhandelen over wapenstilstand. Op 3 oktober werd Max von Baden door de keizer als rijkskanselier aangesteld; hij was geen partijlid, maar gold wel als liberaal. In zijn regering zaten ook vertegenwoordigers van de drie hervormingsgezinde partijen.

## Oktoberhervormingen
De belangrijkste taak van Badens regering werd het afsluiten van een wapenstilstand met de westelijke geallieerden. Vooral de mening van de Amerikaanse president Woodrow Wilson werd als belangrijk gezien. Alvorens over een wapenstilstand te willen praten wilde Wilson radicale hervormingen van het autoritaire Duitse politieke systeem zien, maar hij vond uiteindelijk ook het aftreden van keizer Wilhelm II nodig. De geallieerden achtten hem volledig verantwoordelijk voor de oorlog.
Van 25 tot 28 oktober 1918 stemden Rijksdag en Bondsraad (de kamer van de deelstaten) in met de Oktoberhervormingen, waarbij de macht van de keizer en de conservatieve aristocratie beteugeld en de rol van regering en Rijksdag versterkt werd om tot een functionerende constitutionele monarchie te komen, zoals die in Groot-Brittannië en Nederland al bestond. Door de hervormingen kon de Rijksdag de kanselier wegsturen en kwam er meer parlementaire controle over het leger. De waarde van de hervormingen is echter nooit duidelijk geworden: twee weken later bestond het politieke systeem van het keizerrijk niet meer.

## Muiterij in Noord-Duitsland

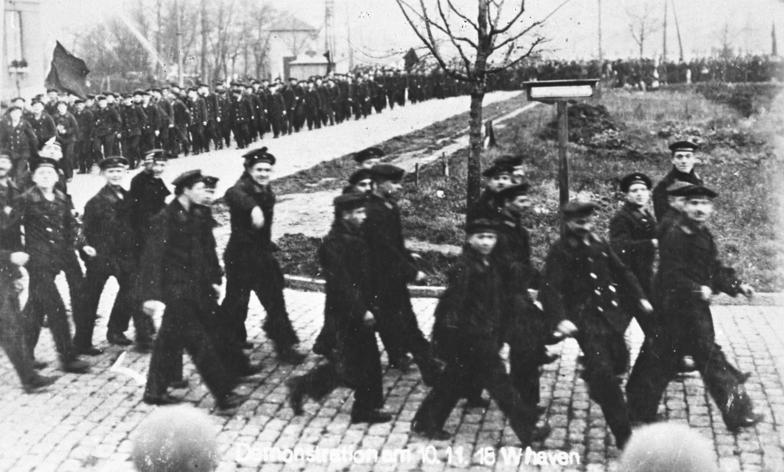
Demonstratie van matrozen in Wilhelmshaven, 10 november 1918

Eind oktober plande de marineleiding eigenmachtig om de Duitse vloot tegen de Britse Royal Navy ten strijde te laten trekken: De vloot kon dan in een 'heldhaftige laatste slag' ten onder gaan. In dat kader kregen oorlogsschepen die voor anker lagen bij Schillig (ten noorden van Wilhelmshaven) het bevel om naar Engeland of Vlaanderen op te stomen. De manschappen zagen het echter niet zitten om zich voor een verloren oorlog op te offeren en reeds op 29 oktober 1918 pleegden matrozen, zeesoldaten en lagere officieren insubordinatie (weigering van bevelen).
Ook kozen ze Arbeiter- und Soldatenräte om hen te vertegenwoordigen. Deze beweging begon op 4 november in Kiel, Wilhelmshaven en andere havensteden en zette zich door in vele Noord-Duitse en later ook Zuid-Duitse steden. In Beieren werd de koning afgezet (binnen het keizerrijk bestonden nog deelstaten met een koning aan het hoofd) en de linkse sociaaldemocraat Kurt Eisner riep op 7 november in München een socialistische republiek uit. Op 8 en 9 november bereikte de opstand de hoofdstad Berlijn.
Vanwege de snel toenemende antimonarchistische en links-radicale opstootjes in Berlijn was keizer Wilhelm de hoofdstad al in de laatste week van oktober ontvlucht naar het Belgische Spa, waar de Duitse legerleiding haar zetel had. Hij kreeg te horen dat ook daar de officieren en soldaten het vertrouwen in hem verloren hadden en niet meer achter hem stonden. Van verschillende kanten werd hij opgeroepen om terug te treden voor een meer acceptabel familielid; ook de kanselier en verschillende politieke partijen spraken steun uit voor de anti-monarchisten. Door zijn halsstarrige weigering verdween het laatste restant steun voor de monarchie en bezegelde de keizer zelf het einde. Overal in de deelstaten braken nu opstanden uit waarbij de aristocraten werden afgezet. Tegelijkertijd vroegen de rijkskanselier en de partijleiders zich af of het geweld in Berlijn niet de staat zelf zou aantasten. Ze waren bang dat links-radicalen zoals in Rusland de macht zouden veroveren, of dat er een burgeroorlog zou uitbreken. De legerregimenten in Berlijn erkenden de SPD nog als gezag, maar de partij vreesde dat soldaten uit onvrede ook de links-radicalen zouden gaan ondersteunen.

## Afzetten van de keizer

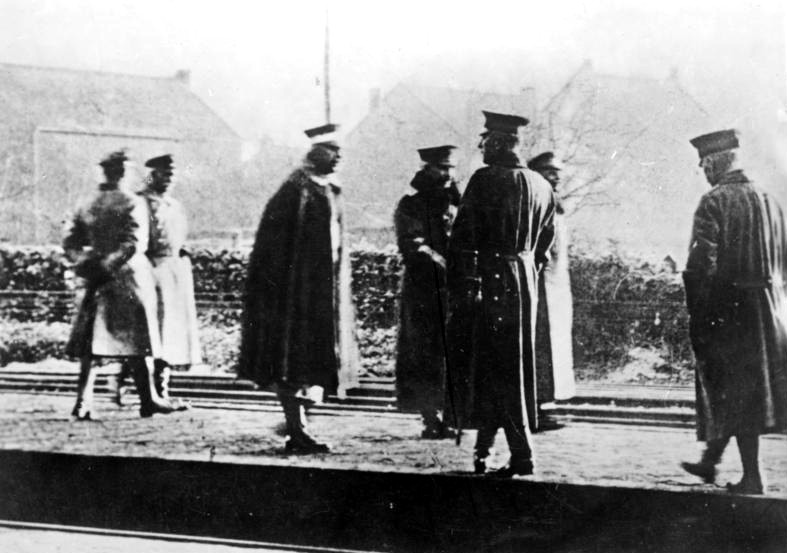
Keizer Wilhelm II (vierde van links) neemt afscheid van zijn adjudanten op station Eijsden bij de Belgisch-Nederlandse grens op 10 november 1918 op weg naar zijn ballingschap in Nederland

Op 9 november deed kanselier Max von Baden een laatste poging om de keizer tot terugtreden te bewegen. Wilhelm antwoordde per telegraaf dat hij overwoog om terug te treden als Duitse keizer, maar niet als Pruisische koning. Dit was echter niet mogelijk volgens de grondwet, de keizer was immers automatisch de Pruisische koning. Baden besloot dus om eigenmachtig te verkondigen dat de keizer was afgetreden en dat er een regentschap voor een overgangstijd zou komen.
SPD-leider Friedrich Ebert eiste rijkskanselier te worden omdat hij de leider was van de grootste partij in de Rijksdag, en Baden stemde daarmee in. Dit was niet grondwettelijk, omdat alleen de keizer een kanselier kon benoemen. Ebert vroeg op zijn beurt Baden om als voorlopig staatshoofd/regent van Duitsland aan te blijven, om de afgezette keizer te vervangen totdat er een nieuwe grondwetgevende vergadering was geweest, maar Baden wilde dat niet. Ondertussen nam de dreiging van een revolutie steeds verder toe, zodat de sociaaldemocraat Philipp Scheidemann de republiek uitriep om een links-radicale staatsgreep voor te zijn.
Op 10 november vluchtte Wilhelm II naar Nederland waar hij tot aan het eind van zijn leven in 1941 bleef. Pas op 28 november tekende hij zelf een document van abdicatie. Daardoor werd zijn reis als vaandelvlucht beschouwd; zo bracht hij de monarchistische gedachte in Duitsland grote schade toe.

## Raad van Volkscommissarissen

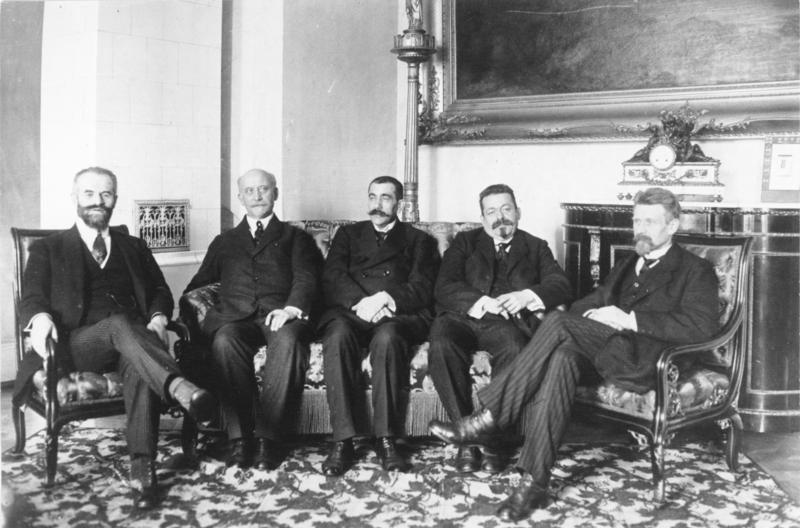
Rat der Volksbeauftragten na 29 december 1918. Van links naar rechts: Otto Landsberg, Philipp Scheidemann, Gustav Noske, Friedrich Ebert, Rudolf Wissell.

Op de dag van Wilhelms aftreden kwamen linkse en rechtse sociaaldemocrate in Berlijn overeen een Rat der Volksbeauftragten (Raad van Volkscommissarissen) te vormen. Dit was niet zozeer een regering maar een orgaan dat de feitelijke regering moest controleren. Ebert was formeel slechts een van twee raadsvoorzitters, maar omdat Max van Baden hem het rijkskanselierschap had toevertrouwd zagen de ambtenaren in hem de eigenlijke regeringsleider.
Op 15 november sloten de voorzitters van werkgevers en werknemers, Hugo Stinnes en Carl Legien, een historisch akkoord. De vakbondsleider zag daarin af van socialisatie van de productiemiddelen, en kreeg daarvoor terug de achturige werkdag, medezeggenschap in bedrijven met minstens vijftig man personeel, erkenning van de vakbonden als vertegenwoordigers van de arbeiders en het recht van de terugkerende frontsoldaten om hun plek in de bedrijven weer in te nemen.
In december 1918 kwamen links-radicalen in opstand en bezetten zij de Berlijnse residentie van de gevluchte keizer, het Berliner Stadtschloss. Ebert liet deze opstand neerslaan, ondanks verzet van de USPD-leden van de raad. Na hun aftreden werd de raad alleen nog door sociaaldemocraten bemand. In januari gingen demonstraties en rellen (zoals de Spartacusopstand) door. De raad zag als zijn belangrijkste taak het uitroepen van verkiezingen voor een nationale vergadering. Deze moest dan voor een nieuwe grondwet zorgen.

## Nationale Vergadering van Weimar

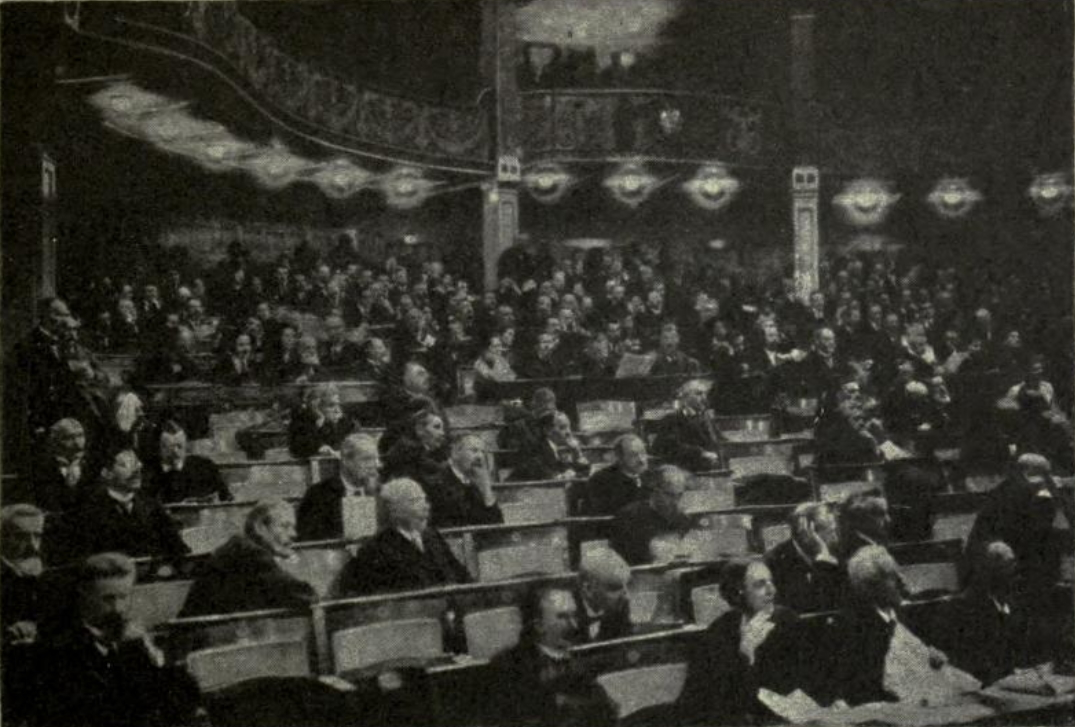
Nationale Vergadering in het theater van Weimar

Op 19 januari 1919 kozen de Duitsers de Nationale Vergadering. Voor het eerst mochten ook de vrouwen stemmen. De meer dan vierhonderd leden fungeerden niet alleen als Konstituante (grondwetgevende vergadering) maar ook als parlement, tot de verkiezingen van een nieuwe Rijksdag in juni 1920.
De Nationale Vergadering kwam niet in de Duitse hoofdstad Berlijn maar in Weimar samen, omdat de hoofdstad nog te onveilig was. Op 10 februari 1919 besloten de leden een wet over het voorlopig rijksgezag, dit was een soort eenvoudige grondwet. Op basis van die wet koos de vergadering een dag later Friedrich Ebert tot rijkspresident, die dan op zijn beurt regeringsleden benoemde. Hierdoor had Duitsland voor het eerst weer een regering met een onbetwiste legitimatie. Dit kan worden beschouwd als het einde van de Novemberrevolutie en het begin van de Weimarrepubliek. Op 11 augustus 1919 werd de nieuwe Grondwet van Weimar verkondigd.